# Gaia (rymdteleskop)
Gaia var ett rymdteleskop som utförde astrometri. Det sköts upp av Europeiska rymdorganisationen, ESA, 19 december 2013 till en Lissajous-bana runt den andra lagrangepunkten i sol-jord-systemet och började att samla in data vid mitten av 2014. Dess huvudsyfte var att kartlägga Vintergatans historia och struktur. Man räknade med att Gaias bränsle skulle räcka cirka 5,5 år, men tack vare stabilt rymdväder och en smidig transport ut i rymden kunde observationstiden utsträckas till det dubbla, ända till 15 januari 2025.

## Syfte
Detta stycke har i allt väsentligt skrivits före uppskjutningen 2013.
Gaia skall under tiden 2014-2019 göra observationer som gör det möjligt att sammanställa en katalog med data för ungefär ettusen miljoner (en miljard)  stjärnor, ner till apparent magnitud +20. Den förväntas också upptäcka tusentals exoplaneter. Målsättningarna är:
- astrometriska mätningar, dvs bestämning av position, parallax och egenrörelse med en noggrannhet på 20 µas (mikrobågsekunder) för stjärnor med magnitud +15 eller ljusstarkare, och 200 µas vid magnitud +20.
- Fotometriska observationer, för att bestämma stjärnornas ljusstyrkor och färger, inklusive eventuella variationer.
- Mätning av radialhastigheter, för att kunna beskriva stjärnrörelser i tre dimensioner.

Liksom för Hipparcos är stegen från rådata till slutdata extremt beräkningskrävande, och en slutlig katalog kommer inte att finnas tillgänglig förrän efter 2020. För varje stjärna får man dels extremt precisa astrometriska data, dels detaljerade fysikaliska egenskaper (luminositet, temperatur, kemisk sammansättning). Det övergripande vetenskapliga målet med Gaia är att studera Vintergatans uppbyggnad och dynamik, och därigenom bättre kunna förstå dess ursprung och utveckling. Med en 5-årig tidsbas kan Gaia upptäcka många intressanta exoplaneter med långa omloppstider, och den extrema astrometriska precisionen kommer att ge motsvarande precisa banor för ett stort antal (mindre) kroppar i solsystemet. Även en del ljusstarka stjärnor i närbelägna galaxer utanför Vintergatan kommer att observeras, liksom avlägsna kvasarer. Dessa senare tjänar som referenspunkter, eftersom deras egenrörelser i genomsnitt måste vara noll.

## Resultat t.o.m. 2024
När observationerna upphörde i januari 2025 hade Gaia samlat in och skickat enorma mängder rådata till jorden. Efter behandling hos ESA har delar av materialet publicerats så att forskare i olika länder kunnat analysera det. Processandet hos ESA är mycket beräkningsintensivt, kräver alltså mycket datakraft. 2025 är mindre än en tredjedel av det insamlade materialet publicerat och tidigast 2030 räknar man med all data har släppts. Trots detta har redan många viktiga rön gjorts. Några exempel:
- Uppskattat massan hos den mörka materia som omger Vintergatan.
- Fått en tydligare bild av Vintergatans spiralarmar.
- Observerat att Vintergatans skiva är förvriden eller skev.
- Observerat komplexa strukturer i Vintergatans halo.
- Identifierat tusentals stjärnor med ursprung i en annan galax.
- Identifierat hypersnabba stjärnor på väg genom genom Vintergatan.
- Observerat pulserande stjärnor, något som kan bidra till att mera säkert bestämma hur snabbt universum utvidgas.
- Observerat närmare 2 miljarder stjärnor.
- Hittat spår av nya exoplaneter och svarta hål i Vintergatan.
- Observerat cirka 150 000 asteroider.
- Identifierat nya månar i solsystemet.[2][3]

## Gaias öde efter nedstängningen
När observationerna hade avslutats, skickades en sista omgång data till jorden. Därefter vidtog tekniska tester av själva farkosten för att undersöka hur Gaia påverkats av meteoriter och solstormar. Farkosten skickades sedan till en säker bana runt solen och stängdes ned 27 mars 2025.

### Fotnoter
1. ↑  ”NASA Space Science Data Coordinated Archive” (på engelska). NASA. https://nssdc.gsfc.nasa.gov/nmc/spacecraft/display.action?id=2013-074A. Läst 29 mars 2020.
2. 1 2  Miller, Katrina (2 april 2025). ”Gaia's mission comes to an end”. The New York Times.
3. 1 2  Forsberg, Rebecca (2025). ”Rymdteleskopet Gaia tar farväl”. Populär astronomi (2025:1):  sid. 5.